# گود گز
 گودگز  روستایی دیگر از روستاهای منطقه گوده و از توابع بخش مرکزی شهرستان بستک در غرب استان هرمزگان در جنوب ایران واقع شده‌است.
و در فاصله 21 کیلومتری شمال شهر بستک و در پشت رودخانه شور گوده قرار دارد.

## محدوده گودگز
از شمال گلویه، از جنوب مورد، از مغرب مردنو، و از سمت مشرق به مروا محدود می‌گردد.

## جمعیت
بر اساس سرشماری سال ۱۳٩۵ جمعیت این روستا ۵۴٩ نفر (١٧٩ خانوار)
بوده‌است. که از اهل سنت و از مذهب شافعی یعنی از پیروان محمد ادریس شافعی می‌باشند و به زبان اچمی تکلم می‌کنند.
دارای ۳باب مسجد، دبستان، ۱۸ باب آب‌انبار برکه است.این روستا دارای ارتباط بین‌المللی تلفن خانگی و همچنین دسترسی به اینترنت
را دارا است روستا از جنوب کوه بر واقع است.
دارای دورشته قنات است که هر یک حدود ۴۰۰ من (۱۶۰۰ کیلو گرام) زمین زراعت می‌شده و ۱۰۰۰۰ اصله نخل آبی و ۵۰۰۰ اصله نخل دیم داشته و حدود ۳۰۰۰ من (۱۲۰۰۰ کیلو گرم) زمین زراعت دیم دارد.درحال حاضر بیشتر کاشت نخل با حفر چاه و موتور پمپ و به صورت باغی انجام می‌پذیرد.درختان کهنسال نخل که تعداد آن در نخلستان فراوان است حاکی از اشتیاق اهالی در گذشته‌های دور تا به حال در امر زراعت و نخییلات بوده‌است.

## وجه تسمیه
به علت قرار داشتن روستای قدیم در گودی میان تپه‌های شمال ده، اطراف خانه‌های اهالی را درخت گز فرا گرفته بود و روستا از فاصله ی دور به هیچ شکلی مشخص نبود مگر آن که به روی تپه هایی بروند که روستا در میان آن ها واقع شده و به همین جهت این روستا گود گز نامیده شده بود. روستای قدیم بر اثر زلزله گوده در سال ۱۳۳۵ خورشیدی کاملاً ویران شد و بعد از نوسازی روستا اهالی به محل جدیدی در فاصله ی ۵۰۰ متری جنوب روستا نقل مکان کردند.
جمعیت شیر و خورشید سرخ نیز در خانه سازی به اهالی کمک کرده بود.

## قنات
به واسطه بی‌توجهی، قناتها خراب و نخلهای آبی نیز تدریجاً نابود می‌شود.
در محدود گودگز، سمت مشرق نخلستانی است دیمی به اسم بشیر گودگز، ۲ آب انبار هم در بشیر وجود دارد. یکی از سادات گوده: آقای سید هاشم، و (مرحوم)شیخ احمد قاسمی از مشایخ انصار از نام آوران کهن روستای قدیم به شما می‌رفته‌اند.
- در حال حاضر یک سد بزرگ خاکی در شمال روستا توسط سازمان جهاد کشاورزی هرمزگان احداث گردیده است.[۱]

## فهرست منابع و مآخذ
- محمدیان، کوخردی، محمد.  «شهرستان بستک و بخش کوخرد»  ج۱. چاپ اول، دبی: سال انتشار ۲۰۰۵ میلادی.
- عباسی، قلی، مصطفی،  «بستک وجهانگیریه»، چاپ اول، تهران : ناشر: شرکت انتشارات جهان معاصر، سال ۱۳۷۲ خورشیدی.
- سلامی، بستکی، احمد.  (بستک در گذرگاه تاریخ)  ج۲ چاپ اول، ۱۳۷۲ خورشیدی.
- بالود، محمد.  (فرهنگ عامه در منطقه بستک)  ناشر همسایه، چاپ زیتون، انتشار سال ۱۳۸۴ خورشیدی.
- بنی عباسیان، بستکی، محمد اعظم،  «تاریخ جهانگیریه»  چاپ تهران، سال ۱۳۳۹ خورشیدی.
- الکوخردی، محمد، بن یوسف، (کُوخِرد حَاضِرَة اِسلامِیةَ عَلی ضِفافِ نَهر مِهران Kookherd, an Islamic District on the bank of Mehran River) الطبعة الثالثة، دبی: سنة ۱۹۹۷ للمیلاد.
- بختیاری، سعید، «اتواطلس ایران» ، “ مؤسسه جغرافیایی وکارتگرافی گیتاشناسی، بهار ۱۳۸۴ خورشیدی.
- نگاره‌ها از: محمد محمدیان.
- محمد، صدیق «تارخ فارس» صفحه‌های (۵۰ ـ ۵۱ ـ ۵۲ ـ ۵۳)، چاپ سال ۱۹۹۳ میلادی.
- محمدیان، کوخری، محمد، “ (به یاد کوخرد) “، ج۱. ج۲. چاپ اول، دبی: سال انتشار ۲۰۰۳ میلادی.
- اطلس گیتاشناسی استان‌های ایران [Atlas Gitashenasi Ostanhai Iran] (Gitashenasi Province Atlas of Iran)